# Zinnhütte

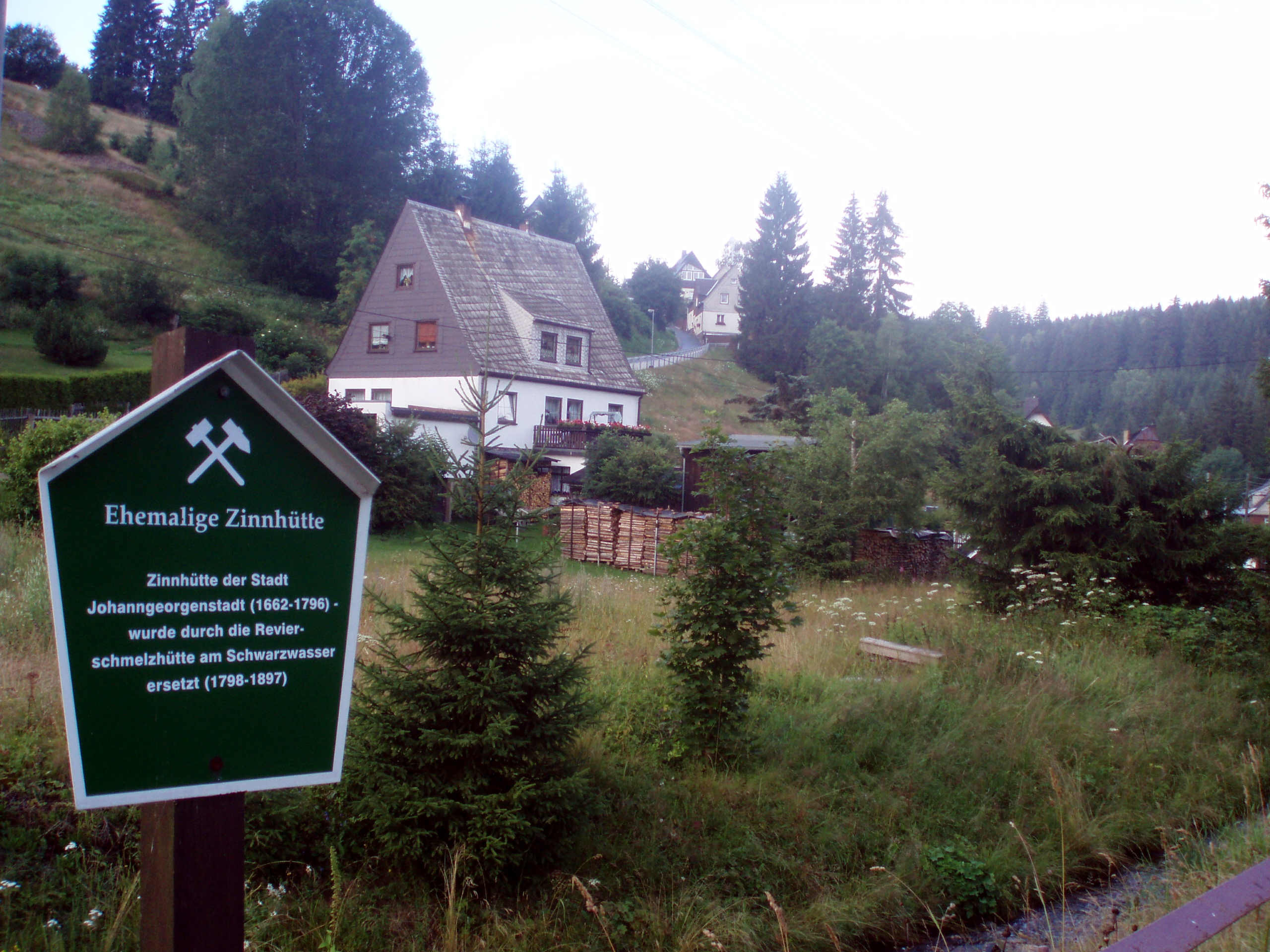
Standort der Zinnhütte, dahinter der Schmelzberg

Die Zinnhütte war eine bergmännische Anlage in Johanngeorgenstadt, Erzgebirgskreis, Sachsen.
Die der Stadt Johanngeorgenstadt gehörige Hütte zur Verarbeitung von Zinn hatte ihren Standort an der Einmündung des Pechöferbaches in den Jugelbach unmittelbar an der Stadtgrenze und sächsisch-böhmischen Grenze. Sie wurde 1662 angelegt und bestand bis 1796. Nach der Vereinigung der Bergamtsreviere Johanngeorgenstadt, Schwarzenberg und Eibenstock wurde sie durch die Revierschmelzhütte am Schwarzwasser ersetzt, die 1798 ihren Betrieb aufnahm und bis 1897 bestand.
Heute läuft der bergbaukundliche Wanderweg am früheren Standort der Zinnhütte vorbei, nach der auch im Volksmund der Schmelzberg seinen Namen erhalten hat.